# Cercospora balsaminiana
Церкоспора балсамініана (Cercospora balsaminiana) — вид грибів роду Церкоспора (Cercospora). Гриб вперше класифіковано у 1970 році.